# Rhytiphora sospitalis
Rhytiphora sospitalis är en skalbaggsart som först beskrevs av Francis Polkinghorne Pascoe 1865.  Rhytiphora sospitalis ingår i släktet Rhytiphora och familjen långhorningar. Inga underarter finns listade i Catalogue of Life.